# Stenodryas inapicalis
Stenodryas inapicalis là một loài bọ cánh cứng trong họ Cerambycidae.